# 许敏镐
许敏镐（韩语： Heo Minho，1990年3月1日—），韩国男子铁人三项运动员，2014年亚洲运动会混合接力银牌得主、2014年亚洲沙滩运动会男子个人金牌得主、2018年亚洲运动会混合接力银牌得主。